# Riedstadt
Riedstadt är en stad i Landkreis Gross-Gerau i Regierungsbezirk Darmstadt i förbundslandet Hessen i Tyskland. Staden bildades 1 januari 1977 genom en sammanslagning av de tidigare kommunerna Crumstadt, Erfelden, Goddelau-Wolfskehlen och Leeheim.

## Kända personer
- Georg Büchner